# Liste der Einträge im National Register of Historic Places im Le Flore County
Diese Liste der Einträge im National Register of Historic Places im Le Flore County enthält alle im Le Flore County, Oklahoma in das National Register of Historic Places eingetragenen Gebäude, Bauwerke, Objekte, Stätten oder historischen Distrikte.
Diese Liste entspricht dem Bearbeitungsstand des National Park Service/National Register of Historic Places vom 11. Oktober 2024.

## Legende
| NRHP | Historic Place             |
| HD   | National Historic District |

## Aktuelle Einträge
| [ 2 ] | Name                                     | Bild                               | Eintragsdatum                  | Lage                                                                                                | Ort         | Beschreibung |
| ----- | ---------------------------------------- | ---------------------------------- | ------------------------------ | --------------------------------------------------------------------------------------------------- | ----------- | ------------ |
| 1     | Arkoma School                            | Arkoma School                      | 8. Sep. 1988 ID-Nr. 88001398   | Arkoma and Blocker Sts. 35° 21′ 18″ N, 94° 25′ 58,4″ W                                              | Arkoma      |              |
| 2     | Choctaw Agency                           | Choctaw Agency                     | 5. Mai 1972 ID-Nr. 72001074    | östlich von Skullyville am Oklahoma State Highway 9 35° 15′ 2,9″ N, 94° 35′ 29″ W                   | Spiro       |              |
| 3     | Peter Conser House                       | weitere Bilder                     | 21. Juni 1971 ID-Nr. 71000665  | 47114 Conser Creek Road 34° 50′ 21,1″ N, 94° 41′ 21,1″ W                                            | Heavener    |              |
| 4     | Dog Creek School                         |                                    | 8. Sep. 1988 ID-Nr. 88001399   | südwestlich von Shady Point 35° 4′ 50,2″ N, 94° 51′ 54″ W                                           | Shady Point |              |
| 5     | Hotel Lowrey                             |                                    | 30. Nov. 2020 ID-Nr. 100005860 | 301 Dewey Avenue 35° 3′ 7,6″ N, 94° 37′ 17,8″ W                                                     | Poteau      |              |
| 6     | Jenson Tunnel                            | weitere Bilder                     | 13. Mai 1976 ID-Nr. 76001567   | nordöstlich von Cameron, in der Nähe des Oklahoma State Highway 112 35° 13′ 9,1″ N, 94° 26′ 35,2″ W | Cameron     |              |
| 7     | Lake Wister Locality                     |                                    | 19. Aug. 1975 ID-Nr. 75001566  | Adresse nicht veröffentlicht                                                                        | Lake Wister |              |
| 8     | LeFlore County Courthouse                | LeFlore County Courthouse          | 23. Aug. 1984 ID-Nr. 84003099  | Courthouse Square 35° 3′ 15,1″ N, 94° 37′ 27,1″ W                                                   | Poteau      |              |
| 9     | Old City Hall, Theater and Masonic Lodge | weitere Bilder                     | 17. Sep. 2020 ID-Nr. 100005557 | 401 East 1st Street 34° 53′ 25,1″ N, 94° 36′ 2,2″ W                                                 | Heavener    |              |
| 10    | Old Military Road                        |                                    | 22. Okt. 1976 ID-Nr. 76002155  | nordöstlich von Talihina im Ouachita National Forest 34° 47′ 46″ N, 94° 56′ 38″ W                   | Talihina    |              |
| 11    | Overstreet House                         |                                    | 25. Nov. 1980 ID-Nr. 80004285  | nordöstlich von Cowlington, in der Nähe der U.S. Route 59 35° 19′ 5,9″ N, 94° 45′ 47,2″ W           | Cowlington  |              |
| 12    | Poteau Community Building                | Poteau Community Building          | 8. Sep. 1988 ID-Nr. 88001403   | Hill und Hopkins Street 35° 3′ 13″ N, 94° 37′ 22,8″ W                                               | Poteau      |              |
| 13    | Poteau School Gymnasium-Auditorium       | Poteau School Gymnasium-Auditorium | 8. Sep. 1988 ID-Nr. 88001404   | Walter und Parker Street 35° 3′ 6,8″ N, 94° 37′ 3,4″ W                                              | Poteau      |              |
| 14    | James E. Reynolds House                  | James E. Reynolds House            | 13. Apr. 1977 ID-Nr. 77001093  | östlich von Cameron, in der Nähe des Oklahoma State Highway 112 35° 8′ 3,1″ N, 94° 31′ 46,9″ W      | Cameron     |              |
| 15    | Shady Point School                       |                                    | 8. Sep. 1988 ID-Nr. 88001405   | nordöstlich der Gemeinde 35° 7′ 55,9″ N, 94° 39′ 34,9″ W                                            | Shady Point |              |
| 16    | Skullyville County Jail                  | weitere Bilder                     | 6. Nov. 1980 ID-Nr. 80004286   | westlich von Panama 35° 10′ 25″ N, 94° 43′ 4,1″ W                                                   | Panama      |              |
| 17    | Spiro Mound Group                        | weitere Bilder                     | 30. Sep. 1969 ID-Nr. 69000153  | 18154 1st Street 35° 18′ 39,6″ N, 94° 34′ 58,1″ W                                                   | Spiro       |              |
| 18    | State Line Marker                        | weitere Bilder                     | 18. Nov. 1976 ID-Nr. 76000448  | nördlich am östlichen Ende des Oklahoma State Highway 1 34° 41′ 38″ N, 94° 27′ 19,1″ W              | Whitesboro  |              |
| 19    | Summerfield School                       | Summerfield School                 | 8. Sep. 1988 ID-Nr. 88001406   | 34518 Reichert-Summerfield Road 34° 53′ 49,6″ N, 94° 51′ 59,8″ W                                    | Summerfield |              |
| 20    | Terry House                              | Terry House                        | 27. Juni 1980 ID-Nr. 80004287  | Terry Hill 35° 3′ 14″ N, 94° 37′ 44″ W                                                              | Poteau      |              |
| 21    | Trahern’s Station                        |                                    | 25. Apr. 1972 ID-Nr. 72001073  | westlich von Shady Point 35° 7′ 9,8″ N, 94° 48′ 13″ W                                               | Shady Point |              |
| 22    | Tucker School                            | weitere Bilder                     | 8. Sep. 1988 ID-Nr. 88001407   | in der Nähe der U.S. Route 59 35° 17′ 56″ N, 94° 44′ 4,9″ W                                         | Spiro       |              |
| 23    | Twyman Park                              | weitere Bilder                     | 8. Sep. 1988 ID-Nr. 88001402   | West Street 35° 2′ 19″ N, 94° 37′ 45,8″ W                                                           | Poteau      |              |
| 24    | Williams School                          | Williams School                    | 8. Sep. 1988 ID-Nr. 88001408   | nordwestlich von Cameron 35° 9′ 59″ N, 94° 32′ 58,9″ W                                              | Cameron     |              |